# Squeeze (finance)
Pour les articles homonymes, voir Squeeze.
En finance, un squeeze ou short squeeze ou bear squeeze, du verbe anglais squeeze qui signifie « presser » et du mot anglais bear qui signifie « ours », désigne un déséquilibre structurel entre les positions acheteuses et vendeuses qui amène les vendeurs à découvert à liquider leurs positions en catastrophe et à n'importe quel prix.
Il s'agit a priori d'une manipulation de marché (par exemple, celle effectuée par les frères Hunt sur l'argent métal en 1980), mais pas toujours, loin de là. Une situation de squeeze peut parfaitement se produire, par exemple, pour des raisons règlementaires (comme le Minimum Funding Requirement sur le marché des emprunts d'État anglais, les gilts). 
S'il s'agit d'une manipulation volontaire, organisée par un intervenant ou un groupe d'intervenants dans le but de réaliser un profit, on emploiera plutôt le mot corner, du verbe anglais qui signifie « acculer dans un coin ».